# SPOON (中森明菜のアルバム)
『SPOON』（スプーン）は、日本の歌手中森明菜の18枚目のスタジオ・アルバム。このアルバムは1998年6月17日にTHIS ONE（ガウスエンタテインメント）よりリリースされた (CD: GRCO-3001)。

## 背景
『SPOON』は、1997年3月発表の前作『SHAKER』から、およそ1年3か月ぶりとなる1998年6月17日にCD (GRCO-3001)でリリースされた、ガウスエンタテインメント移籍第1弾となったスタジオ・アルバムである。初回生産分は、赤色に加工したカラーCDケースとなっている。このアルバムのプロデュースは、前作に続いて中森が手掛け、サウンド・プロデュースは藤原いくろうが担当した。中森はこのアルバムの基本コンセプトについて、「四季を通じての、そして人生のイベントを一枚に収めた作品にしたかったんです。」と明かした。また、1年中、末永く耳を傾けてもらえる作品にしたかったと述べている。レーベルでは本作について、四季折々の風情に加えて、中森の女性観も反映された内容と説明している。本作の作曲家陣には、ディアマンテスのボーカリストのアルベルト城間、宇都美慶子、ロシアのシンガー・ソング・ライターのOriga、小林明子、松田博幸らを迎えた。このアルバムの楽曲集めのため、楽曲の練り直しや入れ替えなどで4か月ほど期間を要したと中森は語っている。
本作リリース後の1998年6月21日からは、本作を引っ提げた同名のコンサート・ツアーSPOONを開催した。
本作収録曲の「幻惑」は、翌年の1999年12月1日リリースのスタジオ・アルバム『will』にてリミックスバージョンで収録された。また、同日リリースのシングル「Trust Me」のカップリング曲として、本作収録曲の「雪の花 〜White X'Mas〜」が「雪の花 〜White X'mas〜 (chamber music version)」として収録された。2008年2月リリースのベスト・アルバム『歌姫伝説 〜90's BEST〜』の初回限定盤(DISC 2)には、本作収録曲の「雨の日は人魚」、「楽園の女神」、「雪の花 〜White X'Mas〜」、「BLOWING FROM THE SUN」、「花曇り」が収録された。

## シングル
「帰省 〜Never Forget〜」が、本作からのリード・シングルとして1998年2月11日に発売された。この楽曲は、ガウスエンタテインメント移籍第1弾となるシングルで、中森主演の読売テレビ・日本テレビ系連続テレビドラマ『冷たい月』の主題歌である。続いて本作から2枚目となったシングル「今夜、流れ星」が1998年5月21日に発売された。このシングル盤の2曲目として収録された「嵐の中で」も本作からのシングルカットである。

## 批評
『CDジャーナル』は、「セルフ・プロデュースで挑んだ本作は、何かから解き放たれたかのようにのびのびと歌っている。」とコメントした。また、同誌にて平原康司は、「虚実の狭間を微妙に行きつ戻りつ、彼女にしか表現できない世界を造り上げている。」と批評。加えて、「ささやくように歌うときの愛らしさ、低音部で張ったときの凄み、どちらも彼女の声になっている。」と批評した。『読売新聞』の原田康久は、このアルバムの収録楽曲には、「帰省」、「クリスマス」、「花曇り」といった季語が見られ、四季や結婚式をテーマとした楽曲も収録されており、提供作家らによって「美しいメロディを贈られた。」と指摘した。さらに、「不思議なのは、それだけ多くの人間がかかわっていながら全体を一つのトーンが貫き、一度聴き始めるとあとはゆったりと流れるリズムに気持ちよく身を任せられる。」と評している。

## チャート成績
『SPOON』は、オリコン週間アルバムチャートの1998年6月29日付で、最高順位17位を記録した。同チャートには、計3週に渡ってランクインしている。

## 収録曲
| #         | タイトル                   | 作詞           | 作曲           | 編曲                 | 時間  |
| --------- | -------------------------- | -------------- | -------------- | -------------------- | ----- |
| 1.        | 「ユア バースデイ」        | 夏野芹子       | ORIGA          | 梁邦彦               | 4:51  |
| 2.        | 「雨の日は人魚」           | 夏野芹子       | 松田博幸       | 白川雅               | 4:36  |
| 3.        | 「楽園の女神」             | 佐竹正児       | アルベルト城間 | 藤原いくろう         | 4:38  |
| 4.        | 「今夜、流れ星」           | 夏野芹子       | 宇都美慶子     | 白川雅               | 4:31  |
| 5.        | 「帰省 〜Never Forget〜」  | 鈴康寛・atsuko | 鈴康寛         | 千住明               | 5:43  |
| 6.        | 「祝福」                   | 園田利隆       | アルベルト城間 | 藤原いくろう         | 5:03  |
| 7.        | 「雪の花 〜White X'Mas〜」 | 夏野芹子       | 藤原いくろう   | 藤原いくろう         | 5:04  |
| 8.        | 「嵐の中で」               | 夏野芹子       | ORIGA          | 梁邦彦               | 4:18  |
| 9.        | 「幻惑」                   | 夏野芹子       | 小林明子       | 藤原いくろう         | 5:02  |
| 10.       | 「BLOWING FROM THE SUN」   | 夏野芹子       | ORIGA          | 藤原いくろう・白川雅 | 4:51  |
| 11.       | 「花曇り」                 | 夏野芹子       | ORIGA          | 梁邦彦               | 4:29  |
| 合計時間: | 合計時間:                  | 合計時間:      | 合計時間:      | 合計時間:            | 53:06 |

## クレジット
『SPOON』のライナー・ノーツより
ミュージシャン
| - 梁邦彦：シンセサイザー (M-1、8)、ピアノ、マニピュレーター (M-1)、アコーディオン (M-8) - 石川雅春：ドラムス (M-1、8) - 渡辺等：ベース (M-1、8)、マンドリン (M-8) - 古川望：ギター (M-1、5、8) - 中村修司：ギター (M-1、8) - 梯郁夫：パーカッションズ (M-1、8)、パーカッション (M-11) - Christoher Hardy：パーカッションズ (M-1、8)、パーカッション (M-11) | - ORIGA：コーラス・アレンジメント&コーラス (M-1、8、10-11) - 白川雅：シンセサイザー (M-2、4、10)、マニピュレーター (M-4) - 笛吹利明：ギター、マンドリン (M-2) - 古川昌義：ギター (M-2、4、10) - WATANABE HIROSHI：ベース (M-2) - 藤原いくろう：キーボード (M-3、6-7、9)、ピアノ (M-10) - 松原正樹：ギター (M-3、6-7、9) | - 千代正行：ギター (M-3、5-7、9) - 鈴木"太郎"直樹：マニピュレーター (M-3、6-7、9) - 杉本洋祐：マニピュレーター (M-3、6) - 美野春樹：ピアノ (M-5) - 千住明：ピアノ (M-5) - 篠崎正嗣・グループ：ストリングス(M-5) - 岸利至：マニピュレーター (M-5) - YAJIMA TOMIO：チェロ (M-10) - 梁邦彦：シンセサイザー、マニピュレーター (M-11) - 古川望：ギター (M-11) |

スタッフ
| - プロデューサー: 中森明菜 - サウンド・プロデューサー: 藤原いくろう (ON THE ZOU Rock) - ディレクター: MORI TOMOMICHI (GAUSS ENTRETAINMENT) - Directed by 川原伸司 (Nucleate) (M-5) - レコーディング・エンジニア: OKUHARA "OKUCHAN" HIDEAKI (VICTOR STUDIO)、SHIMOYAMA YUTAKA (VICTOR STUDIO)、SEKINE "SEICHAN" SEIJI (VICTOR STUDIO)、Yoshi Tamla、FUJII SATORU、MAEDA MOTOHIKO (AZABU WEST STUDIO) - Mixed by OKUHARA "OKUCHAN" HIDEAKI (M-1-3、5、7-11)、Yoshi Tamla (M-4)、SEKINE "SEICHAN" SEIJI (M-6) | - ボーカル・リレーション: SEKINE "SEICHAN" SEIJI (VICTOR STUDIO) - マスタリング・エンジニア: YAMAZAKI "GINCHAN" KAZUSHIGE (VICTOR STUDIO) - アート・ディレクション: ISHIHARA YOSHIYUKI (Stones Limited) - 撮影: 塚田和徳 - コスチューム・デザイン&スタイリング: 中森明菜、東野邦子、AWANO TAMIKO - ヘア・メイク・アップ: 佐々木篤 (ALLURE) - デザイン・コーディネーター: KONDO "KONCHAN" KAZUKO (GAUSS ENTRETAINMENT) | - プロダクト・コーディネーター: YAMADA "YAMADASAN" HISAKO (ON THE ZOU Rock)、YOKOO TAKASHI (MUSIC LAND)、HARADA YOSHINORI (MUSIC LAND)、HARA AKIHIKO (MUSIC LAND) - アーティスト・マネージメント: EDA TOSHIAKI (N.A.P.C)、佐竹正児 (N.A.P.C) - スーパーヴァイザー: ONOZATO TAKAAKI (GAUSS ENTRETAINMENT) - エグゼグティヴ・プロデューサー: EDA TOSHIAKI (N.A.P.C)、SAKURAI GORO (INDI JAPAN)、SAITO YOSHIHIRO (GAUSS ENTRETAINMENT) - PRESENTED BY ON THE ZOU Rock |

## リリース履歴
| 発売日        | レーベル                         | 規格 | 品番       | 備考                 |
| ------------- | -------------------------------- | ---- | ---------- | -------------------- |
| 1998年6月17日 | THIS ONE                         | CD   | GRCO-3001  | 初回盤は赤ケース仕様 |
| 2014年12月3日 | 徳間ジャパンコミュニケーションズ | HQCD | TKCA-10099 |                      |

## SPOONツアー
SPOON（スプーン）は、日本の歌手中森明菜のコンサート・ツアー。このツアーは1998年6月から7月にかけて開催された。
背景
SPOONは、スタジオ・アルバム『SPOON』を引っ提げた中森の全国コンサート・ツアーである。本ツアーは映像化されていない。
セットリスト
| 1. 「ユア バースディ」 2. 「NORMA JEAN」 3. B面メドレー 1. 「ロンリー・ジャーニー」 2. 「MILONGUITA」 3. 「鏡の中のJ」 4. 「これからNaturally」 5. 「椿姫ジュリアーナ」 6. 「清教徒（アーミッシュ）」 7. 「Blue On Pink」 8. 「CARIBBEAN」 9. 「Angel Eyes」 10. 「危ないMON AMOUR」 11. 「BILITIS」 12. 「小悪魔（ルプアゾン）」 13. 「薔薇一夜」 14. 「恋路」 | 1. 「楽園の女神」 2. 「幻惑」 3. 「嵐の中で」 4. 「今夜、流れ星」 5. 「MOONLIGHT SHADOW-月に吠えろ」 6. 「APPETITE」 7. 「BLONDE」 8. 「DESIRE -情熱-」 9. 「ミ・アモーレ〔Meu amor é･･･〕」 10. 「飾りじゃないのよ涙は」 11. 「Dear Friend」 12. 「駅」 13. 「帰省 〜Never Forget〜」 |

ツアー日程
1998年6月21日から1998年7月27日、全国14都市15公演
| 日付（1998年） | 都道府県 | 会場                                   |
| -------------- | -------- | -------------------------------------- |
| 6月21日        | 神奈川県 | パシフィコ横浜国立大ホール             |
| 6月23日        | 鹿児島県 | 鹿児島市民文化ホール第一ホール         |
| 6月26日        | 福岡県   | 福岡サンパレス                         |
| 6月28日        | 大阪府   | 大阪厚生年金会館大ホール               |
| 6月30日        | 京都府   | 京都会館第一ホール                     |
| 7月3日         | 三重県   | 鈴鹿市文化会館                         |
| 7月5日         | 兵庫県   | 神戸国際会館ハーバーランドプラザホール |
| 7月7日         | 岡山県   | 岡山シンフォニーホール                 |
| 7月10日        | 長野県   | 長野県県民文化会館大ホール             |
| 7月15日        | 静岡県   | 静岡市民文化会館                       |
| 7月17日        | 北海道   | 北海道厚生年金会館                     |
| 7月22日        | 宮城県   | 仙台サンプラザ                         |
| 7月24日        | 群馬県   | 桐生市市民文化会館シルクホール         |
| 7月26日        | 東京都   | 東京国際フォーラムホールA              |
| 7月27日        | 東京都   | 東京国際フォーラムホールA              |

## 参照
1. ↑  “JBOOK:SPOON:中森明菜:CD”.  文教堂. 2011年3月6日閲覧。
2. 1 2 3 4 5 6 7 8 9 10 11  『SPOON』（12cmCD）中森明菜、THIS ONE、1998年6月17日。GRCO-3001。
3. 1 2 3  “中森明菜-リリース-ORICON STYLE ミュージック”.  オリコン. 2012年4月15日閲覧。
4. ↑  “中森明菜 / シェイカー [CD] [アルバム] - CDJournal.com”.   音楽出版社. 2012年4月15日閲覧。
5. 1 2 3  “中森明菜 / SPOON [CD] [アルバム] - CDJournal.com”.   音楽出版社. 2011年3月6日閲覧。
6. 1 2 3 4  “GAUSSエンタテインメント_320”.  第一興商. 1999年2月3日時点のオリジナルよりアーカイブ。2011年3月6日閲覧。
7. 1 2 3  “TOPICS”.  夕刊フジ (1998年6月22日). 1998年12月2日時点のオリジナルよりアーカイブ。2011年7月23日閲覧。
8. ↑  『SHAKER』（12cmCD）中森明菜、MCAビクター、1997年3月21日。MVCD-38。
9. 1 2 3 4 5 6  原田康久 (1998年6月30日). “この人と60分 新アルバム「スプーン」を出した 中森明菜”. 読売新聞（夕刊） (読売新聞社):  3版、19面
10. 1 2  “welcome to Altera-net - '98 Concert Tour SPOON”.   Altera-net. 2008年5月31日時点のオリジナルよりアーカイブ。2013年1月24日閲覧。
11. ↑  『will』（12cmCD）中森明菜、THIS ONE、1999年12月1日。GRCO-3003。
12. ↑  『Trust Me』（8cmCD）中森明菜、THIS ONE、1999年12月1日。GRDO-24。
13. ↑  『歌姫伝説 〜90's BEST〜』（3×12cmCD+DVD）中森明菜、ユニバーサルシグマ、2008年2月27日。UMCK-9196。
14. 1 2  「帰省 〜Never Forget〜」: 
  - 『帰省 〜Never Forget〜』（8cmCD）中森明菜、THIS ONE、1998年2月11日。GRDO-10。
  - “welcome to Altera-net - Discography”.   Altera-net. 1999年2月21日時点のオリジナルよりアーカイブ。2012年7月22日閲覧。
15. ↑  “中森明菜のプロフィール・ヒストリーならオリコン芸能人事典-ORICON STYLE”.   オリコン. 2012年4月15日閲覧。
16. 1 2  『今夜、流れ星』（8cmCD）中森明菜、THIS ONE、1998年5月21日。GRDO-11。
17. ↑  『CDジャーナル』第42巻第07号、音楽出版社、1998年7月。
18. ↑  “検索結果-ORICON STYLE アーティスト/CD検索”.   オリコン. 2012年4月15日閲覧。
19. ↑  『ALBUM CHART-BOOK COMPLETE EDITION 1970 〜 2005』オリコン・マーケティング・プロモーション、2006年4月25日、455-457、888頁頁。ISBN 4871310779。
20. ↑  “【TJC】 会社概要”.  徳間ジャパンコミュニケーションズ. 2005年10月27日時点のオリジナルよりアーカイブ。2012年4月16日閲覧。